# Percy Fawcett
Percy Harrison Fawcett (Torquay, 18 agosto 1867 – Mato Grosso, dopo il 29 maggio 1925) è stato un militare, archeologo ed esploratore britannico.
Assieme al suo primogenito, Fawcett scomparve in circostanze sconosciute nel 1925 durante una spedizione alla ricerca di "Z", una città perduta che lui e altri identificavano con El Dorado, nell'inesplorata giungla brasiliana.

## Biografia

### Un padre avventuroso
Percy Fawcett nacque il 18 agosto 1867 a Torquay, Devon, Inghilterra, da Edward Boyd Fawcett e Myra Elizabeth MacDougall. Fu istruito presso il Proprietary College di Newton Abbot con Bertram Fletcher Robinson, futuro amico di Arthur Conan Doyle. Il padre di Percy Fawcett, indiano per nascita, era membro della Royal Geographical Society (RGS). Il fratello maggiore Edward Douglas Fawcett (1866–1960) era un alpinista, occultista orientale e scrittore di libri di filosofia e di popolari romanzi d'avventura.
Nel 1886 Percy ricevette un incarico nella Royal Artillery e prestò servizio a Trincomalee, Ceylon, dove incontrò la moglie, Nina Agnes Paterson, che sposò nel gennaio 1901. Ebbero due figli maschi: Jack (nato nel 1903) e Brian (1906-1984), e una figlia femmina, Joan (nata il 10 novembre 1910 e morta il 16 marzo 2005 ad Apple - Svizzera), l'unica dei tre figli che diede degli eredi, tuttora viventi in Svizzera e in Inghilterra.
Entrò lui stesso a far parte della RGS nel 1901 per poter studiare topografia e cartografia. In seguito lavorò per il servizio segreto britannico in Nordafrica con compiti di topografo.
 Divenne amico degli scrittori Henry Rider Haggard e Arthur Conan Doyle: quest'ultimo usò i resoconti di campo dell'Amazzonia redatti da Fawcett come ispirazione per il romanzo Il mondo perduto.

### Prime spedizioni
La prima spedizione di Fawcett in America Meridionale data al 1906 quando, all'età di 39 anni, si recò in Brasile per mappare una parte di giungla al confine con la Bolivia per conto della RGS. Alla Society era stato chiesto di mappare la zona come parte terza imparziale riguardo agli interessi locali. Giunse a La Paz, in Bolivia, a giugno. Durante la spedizione del 1907, Fawcett disse di aver sparato a un anaconda gigante di 19 metri, dichiarazione che gli valse lo scherno della comunità scientifica. Parlò di altri animali sconosciuti alla zoologia, come un piccolo cane simile a un gatto delle dimensioni approssimative di una volpe, che disse di aver visto due volte, o il ragno gigante Apazauca che aveva avvelenato molti abitanti della zona.
Fawcett svolse altre spedizioni tra il 1906 e il 1924. Trovò il favore dei nativi grazie a doni, pazienza e comportamento gentile. Nel 1908 rintracciò la sorgente del Rio Verde e nel 1910 fece un viaggio fino al fiume Heath (al confine tra Perù e Bolivia) per trovarne la sorgente. Si dice che in una spedizione del 1913 abbia visto cani con due nasi. Potrebbe trattarsi del cane tigre andino a due nasi. Allo scoppio della prima guerra mondiale tornò in patria per il servizio militare, arruolandosi volontario. Fu destinato al fronte delle Fiandre come ufficiale d'artiglieria nonostante avesse quasi 50 anni. Dopo la guerra tornò in Brasile per effettuare studi di zoologia e archeologia.

### Ultima spedizione
Nel 1925, grazie al finanziamento di un gruppo di finanzieri londinesi chiamato "the Glove", Fawcett tornò in Brasile col primogenito Jack ed un suo amico. Aveva studiato le antiche leggende e i documenti storici e si era convinto dell'esistenza di una città perduta da qualche parte nel Mato Grosso, una città che Fawcett chiamò "Z". Fawcett lasciò detto che, se la spedizione non fosse tornata, non dovevano essere organizzate spedizioni di recupero.
Fawcett aveva una lunga esperienza di esplorazioni con attrezzature personali e carichi a spalla: si dotò di un equipaggiamento completo con cibo in scatola, latte condensato, armi, razzi ed ovviamente un sestante e un cronometro per calcolare latitudine e longitudine.
Anche i suoi compagni di viaggio portarono tutto a mano. I suoi compagni erano stati scelti per la salute, l'abilità e la lealtà verso gli altri: il suo primogenito Jack Fawcett e il suo caro amico Raleigh Rimmell. Fawcett scelse due soli compagni per poter viaggiare leggeri, cercando di nascondersi dalle tribù che, in alcuni casi, erano ostili verso gli esploratori. Molte di quelle tribù non avevano mai avuto contatti con i bianchi.
Il 20 aprile 1925 partì la sua ultima spedizione da Cuiabá. Oltre ai suoi due compagni, Fawcett fu accompagnato da due lavoratori brasiliani, due cavalli, otto muli e un paio di cani. L'ultima comunicazione della spedizione avvenne il 29 maggio 1925, quando Fawcett scrisse una lettera alla moglie dicendo che era pronto a entrare nel territorio inesplorato con solo Jack e Rimmell. Si disse che avevano attraversato il fiume Xingu, un affluente sudorientale del Rio delle Amazzoni. Un'ultima lettera, scritta da Dead Horse Camp, fornì la loro posizione e fu generalmente ottimista.
Molti credono che gli indigeni li abbiano uccisi: i Kalapalo, che per ultimi li videro, o gli Arumá, i Suya o gli Xavante nel cui territorio stavano per entrare. I due ragazzi erano zoppi e malati quando furono visti per l'ultima volta, e non ci sono prove che siano stati uccisi. È plausibile che siano morti per cause naturali nella giungla brasiliana.
Nel 1927 una targhetta col nome di Fawcett fu trovata presso una tribù indiana. Nel giugno 1933 una bussola teodolite appartenuta a Fawcett fu trovata nei pressi degli indiani Baciary del Mato Grosso dal colonnello Aniceto Botelho. La targhetta però risaliva alla spedizione di Fawcett di cinque anni prima ed era stata probabilmente donata al capo di quella tribù. Per la bussola, invece, si dimostrò che fu abbandonata prima di entrare nella giungla per l'ultima spedizione.

## Controversie e speculazioni postume

### Voci e racconti non confermati
Nei decenni seguenti vari gruppi organizzarono spedizioni di salvataggio, senza risultati. Sentirono solo voci che non si poterono verificare. Oltre a vari racconti secondo i quali Fawcett sarebbe stato ucciso da indigeni o animali, vi era una storia secondo cui Fawcett aveva perso la memoria ed era diventato un capotribù di cannibali.
Una delle prime spedizioni fu guidata dall'esploratore statunitense George Miller Dyott nel 1927. Disse di aver trovato prove della morte di Fawcett per mano degli aborigeni Aloique, ma dopo poco la sua storia iniziò a dimostrarsi falsa. Una spedizione del 1951 disseppellì ossa umane che si scoprirono poi non essere legate a Fawcett o ai suoi compagni. I Kalapalo catturarono una spedizione del 1996, ma ne liberarono i componenti giorni dopo quando questi rinunciarono a tutto il loro equipaggiamento ed ebbero pagato un riscatto di 30 000 $.

### La storia di Villas-Bôas
L'esploratore danese Arne Falk-Rønne si avventurò in Mato Grosso negli anni sessanta. In un libro del 1991 scrisse di aver conosciuto il destino di Fawcett da Orlando Villas-Bôas, il quale aveva parlato con uno degli assassini di Fawcett. Sembra che Fawcett e i suoi compagni abbiano avuto un incidente sul fiume perdendo  buona parte dei regali che avevano portato per gli indigeni. Proseguire senza regali era una grave deviazione dal protocollo. Dato che i componenti della spedizione erano tutti più o meno gravemente feriti, i Kalapalo decisero di ucciderli. I corpi di Jack Fawcett e Raleigh Rimmell furono gettati nel fiume, mentre il colonnello Fawcett, considerato un anziano e quindi importante, ricevette una sepoltura. Falk-Rønne visitò la tribù Kalapalo e disse che uno dei suoi componenti confermò la storia di Villas-Bôas.

### Ossa di Fawcett
Nel 1951 Orlando Villas-Bôas ricevette i resti dello scheletro di Fawcett e li analizzò scientificamente. Si dice che l'analisi abbia confermato trattarsi di Fawcett. Ma il figlio Brian Fawcett (1906–1984) non lo accettò. Villas-Bôas disse che Brian era troppo interessato a far soldi con i libri che parlavano della scomparsa del padre. Successive analisi confermarono il fatto che le ossa non fossero di Fawcett.
Nel 1998 l'esploratore inglese Benedict Allen partì per parlare con gli aborigeni Kalapalo che avevano ammesso a Villas-Bôas l'uccisione dei tre membri della spedizione Fawcett. Un anziano Kalapalo, Vajuvi, disse ad Allen durante un'intervista filmata dalla BBC che le ossa ritrovate da Villas-Bôas circa 45 anni prima non erano quelle di Fawcett. Vajuvi negò anche che la sua tribù avesse preso parte alla sparizione di Fawcett. Non esistono altre prove che sostengano questa tesi.

### Documentario russo
Nel 2003 un documentario russo, "Проклятье золота инков / Экспедиция Перси Фоссета в Амазонку" (La maledizione dell'oro degli Inca / Spedizione di Percy Fawcett in Amazzonia), fu pubblicato nella serie televisiva "Тайны века" (Misteri del secolo). Tra le altre cose, il programma si focalizza sulla spedizione di Oleg Aliyev nel punto in cui sarebbe scomparso Fawcett, sui ritrovamenti e le idee di Aliyev e sul destino di Fawcett.

### Comunità nella giungla
Il 21 marzo 2004 il giornale britannico The Observer disse che il direttore televisivo Misha Williams, che aveva studiato le carte private di Fawcett, credeva che Fawcett non avesse voluto tornare in Gran Bretagna preferendo fondare una comune nella giungla basata sui principi teosofici e sull'adorazione di suo figlio Jack. Williams parlò in dettaglio della sua ricerca nella prefazione della sua opera AmaZonia, messa in scena la prima volta nell'aprile 2004.

### Z la città perdutadi Grann
Nel 2005 il giornalista del The New Yorker David Grann visitò i Kalapalo scoprendo che si erano tramandati una tradizione orale riguardante Fawcett, uno dei primi bianchi che la tribù avesse mai visto. Secondo questa tradizione orale Fawcett e il suo gruppo avevano abitato nel villaggio ed erano ripartiti verso est. I Kalapalo avvisarono Fawcett di non viaggiare in quella direzione perché sarebbero stati uccisi dai "feroci indiani" che occupavano il territorio, ma Fawcett insistette per partire. I Kalapalo videro il fumo del fuoco da campo ogni sera per cinque giorni prima della sparizione. I Kalapalo dissero di essere sicuri che i "feroci indiani" li avessero uccisi. L'articolo dice anche che una civiltà monumentale chiamata Kuhikugu potrebbe essere veramente esistita vicino a dove Fawcett fu visto, come scoperto dall'archeologo Michael Heckenberger e da altri. I ritrovamenti di Grann vengono descritti in dettaglio nel suo libro Z la città perduta (The Lost City of Z) (2009).

## Opere
- Fawcett, Percy and Brian Fawcett (1953), Exploration Fawcett, Phoenix Press (2001 reprint), ISBN 1-84212-468-4
- Fawcett, Percy and Brian Fawcett (1953), Lost Trails, Lost Cities, Funk & Wagnalls ASIN B0007DNCV4
- Fawcett, Brian (1958), Ruins in the Sky, Hutchinson of London

## Nella cultura di massa
- Arthur Conan Doyle basò parzialmente il suo personaggio Professor Challenger su Fawcett, e le storie della "Città perduta di Z" divenne la base del suo romanzo Il mondo perduto.[17]
- The Cruise of the Condor(1933), una storia 'Biggles' di W.E. Johns, è ispirata alla ricerca di Fawcett di Z.
- Un critico contemporaneo del romanzo di Evelyn Waugh intitolato Una manciata di polvere ha ipotizzato che potrebbe aver preso spunto in parte dalla scomparsa di Fawcett.[18] L'eroe del romanzo scompare nella giungla brasiliana e vi viene tenuto prigioniero.
- È stato ipotizzato che Fawcett fosse stato l'ispirazione per Indiana Jones, l'archeologo/avventuriero immaginario, ma né George Lucas né Steven Spielberg, co-creatori della storia, hanno mai indicato una reale ispirazione per il loro personaggio.[19] Una versione romanzata di Fawcett aiuta Jones nel romanzo Indiana Jones and the Seven Veils.[20]
- Secondo un articolo di Comics Scene numero 45, Fawcett fu l'ispirazione per Kent Allard, un alter ego dell'Uomo Ombra.[11]
- Aloysius Pendergast, agente speciale romanzato dell'FBI dei romanzi di Douglas Preston e Lincoln Child, è pronipote di Fawcett.
- Il regista Pete Docter disse che Fawcett fu una delle ispirazioni del suo personaggio Charles F. Muntz, antagonista nel film della Pixar del 2009 Up
- Civiltà perduta (The Lost City of Z) diretto nel 2016 da James Gray, è un adattamento cinematografico del libro di Grann, prodotto dalla Plan B di Brad Pitt e dalla Paramount Pictures. Protagonista del film, nel ruolo di Percy Fawcett, è Charlie Hunnam.
- La Spedizione Perduta (The Lost Expedition) è un gioco di carte creato da Peer Sylvester ispirato alla spedizione di Fawcett per ritrovare la Città Perduta di Z.
- Numerosi riferimenti a Fawcett compaiono nel videogame Shadow of the Tomb Raider (2018).